# Gust (estetică)
Gustul este facultatea de a percepe și de a discerne aspectele frumoase și urâte ale lucrurilor, mai ales în domeniul esteticii. Astfel, o persoană are sau nu are gust. Prin extensie, gustul desemnează judecata sau opinia asupra unui lucru. Un lucru poate fi caracterizat de „bun gust” sau, dimpotrivă, poate fi „dezgustător”.

## Caracteristici
Simțul gustului se află mai puțin în atenția filosofilor decât simțul tactil, al văzului și al auzului, întrucât pare să ne ofere numai o simplă senzație și foarte puțin în ceea ce privește modul de a cunoaște lumea. Judecățile de gust sunt judecăți estetice. Ele exprimă reacțiile pe care subiectul le consideră ca fiind adecvate în ce privește un anumit obiect estetic al contemplației: acesta este frumos, elegant, armonios, sublim etc., sau insipid, sentimental, exagerat de dramatic, lipsit de sens etc. Problema obiectivității sau a lipsei de obiectivitate a unor asemenea judecăți, modul în care pot fi cultivate, precum și legătura lor cu lucruri precum aprobarea morală au reprezentat acea ramură a esteticii care s-a dezvoltat cel mai mult în secolul al VIII-lea, începând cu lucrarea lui Hutcheson, Inquiry into the Origins of our Ideas of Beauty and Virtue (1725), continuând cu eseul lui Hume, Of the Standard of Taste (1757), până la Critica Facultății de Judecare a lui Kant"(1790).